# Exorista hyalipennis
Exorista hyalipennis là một loài ruồi trong họ Tachinidae.